# 藤堂良勝
藤堂 良勝（とうどう よしかつ、永禄8年（1565年） - 慶長20年（1615年）5月6日）は、安土桃山時代から江戸時代初期の武将、藤堂高虎の家臣。通称は新七郎。家紋は「酢漿草」。

## 概略
津藩家老・藤堂新七郎家の祖。藤堂高虎の従弟（高虎の母・とらの妹婿多賀（藤堂）良政の嫡男。なお、良政は高虎の母・とらの弟であるともいう）。
高虎を長年にわたり支えたが、大坂夏の陣で戦死を遂げる。高虎の戦いのほぼすべてに従軍したという。

## 生涯
永禄8年（1565年）、多賀良政と藤堂忠高の七女の息子として生まれる。
永禄12年（1569年）8月、良政が藤堂高虎の兄・高則と共に大河内城攻撃戦で戦死する。その後、高虎の父・藤堂虎高に実子同然に育てられる。
天正5年（1577年）、三木城攻めで初陣する。以後、渡辺金六、大木長右衛門、服部保久らと共に高虎を支えていくことになる。翌天正6年（1578年）、摂津神崎の戦いでは水練の技術を活かし、川中で敵の足を捉えて首を獲る活躍を見せた。
鳥取城攻めでの武功をはじめとして、各地に従軍した。山崎の戦い、賤ヶ岳の戦い（および丸岡城攻め）、小牧・長久手の戦い（および峯城・松ヶ島城攻め）にも従軍し、血気にはやる高虎を金六と共に諌めている。
天正13年（1585年）、紀州征伐に従軍し、熊野の幽谷太田城攻めでは良勝が一揆の総大将を討ち取った。天正15年（1587年）の九州征伐、根白坂の戦いにも参戦する。
朝鮮出兵にも従う。文禄4年（1595年）に今治で1千石を与えられる。慶長2年（1597年）からの慶長の役においては、豊臣秀吉から感状を与えられるほどの活躍ぶりを見せた。巨済島の海戦では、敵の船に一番乗りし火をかける戦果を上げ、黄金と1千石を加増される。また長年の活躍により、高虎が秀吉から下賜された名刀と鞍馬を与えられ、宮部継潤からは九州征伐の際の功を賞されて馬と黄金を贈られている。帰国後に2千石加増される。
慶長5年（1600年）、関ヶ原の戦いで大谷吉継と戦闘を繰り広げた。戦後、宇和島城に城代として置かれる。この際8千石の加増を勧められたが、辞退している。慶長13年（1608年）春には塩泉城代に命じられている。翌慶長14年（1609年）、1万8千石の加増の命を断ったことで高虎は激怒したため、良勝はしぶしぶ3千石の加増を受ける。
伊賀の旧上野藩領へ移ると、「大名小路」と呼ばれる上級家臣の屋敷に居を構え、その上位にあった。富田信高の宇和島藩への転封の際に、徳川家康から1万石の大名として取り立てるといわれた際、これを辞退し、その忠義を認められて5千石を与えられた。その後高虎からも2万石の加増を勧められたが辞退し、上野城代となる。
慶長19年（1614年）からの大坂の陣では当初国元の留守を守っていたが、渡辺了の失態により右先鋒（侍組共馬上六拾二騎幟五本備頭）を務める。なお冬の陣後、再び高虎から2万石の加増を命じられ、断ることができなかった良勝は大坂の陣が無事終われば受けるという条件で了承した。
しかし慶長20年（1615年）5月6日、若江の戦いで木村重成・長宗我部盛親と激突し、副将で弟の藤堂良重と共に戦死した。享年51。
大坂の陣後、高虎は戦死した良勝らを弔うため、八尾常光寺で法事を執り行った。施斎の際に良勝の縁者にあたる箕浦大蔵に次のように語った。
「良勝は幼少から我に従い、戦場に赴くたびに功名を立てないことはなかった。よって、天下によく知られた者である。生涯で大功を立てた働きは十三度。その余心ばせの武功は数知れず。毎度、加秩するが辞して受けず、真忠の士である。このたび、わが先鋒を蒙るを悦んで覚悟して忠死した。これほど残念なことはない。」
高虎はこう語った後、大変に愁情を催し、食を止めて悲嘆した（『公室年譜略』）。

## 家族
- 正室：宇都宮石見守宣綱（伊予国下木城主）の娘。
- 息子：良精（正室は藤堂高刑の娘）、良忠[要検証 – ノート]（蝉吟、一説には良精の子）、良安（藤堂与吉家を立てる）、勝舜（興福寺檜皮院住持）。
- 娘：菊川源太郎政保室、田中内蔵丞重久室、石田清兵衛武重室、渡辺将監重室、野依清右衛門正時室、友田左近右衛門吉重室、梅原勝右衛門武明室。すべて津藩上級家臣に嫁いだ。

## 参考資料
- 『高山公実録』上巻、上野市古文献刊行会、清文堂〈清文堂史料叢書 ; 第98刊〉、1998年。
- 『高山公実録』下巻、上野市古文献刊行会、清文堂〈清文堂史料叢書 ; 第99刊〉、1998年。
- 福井健二『築城の名手 藤堂高虎』日本の城郭シリーズ4、戎光祥出版、2016年
- 『高山公実録』有造館講官大野木直好・池田定礼、嘉永3年‐安政元年
- 『宗国史』
- 『公室年譜略』喜田村矩常、安永3年